# 阿多尔福
阿多尔福是巴西圣保罗州的一个市镇。总面积210.843平方公里，总人口3989人，人口密度18.9人/平方公里。